# مدول تصویری
در ریاضیات، به‌ویژه در جبر، دسته مدول‌های تصویری (به انگلیسی: Projective Modules) دسته مدول های آزاد (یعنی مدول هایی که دارای پایه هستند) روی یک حلقه را وسعت داده، به گونه ای که برخی از خواص اصلی مدول‌های آزاد حفظ می گردد. توصیفات معادل دیگری برای این مدول ها در ادامه خواهد آمد.
هر مدول آزاد یک مدول تصویری است، اما برعکس آن برای برخی حلقه ها صادق نیست، حلقه هایی مثل حلقه های ددکیند که حوزه ایده‌آل اصلی نیستند. با این حال، هر مدول تصویری، اگر بر روی حلقه ای چون حوزه ایده‌آل اصلی مثل اعداد صحیح، یا یک حلقه چند جمله ای تعریف شود، یک مدول آزاد خواهد بود (قضیه کوییلن-ساسلین).
مدول های تصویری اولین بار در ۱۹۵۶ در کتاب اثرگذار جبر همولوژی از هنری کارتان و ساموئل آیلنبرگ معرفی شدند.